# Vitamina K

Struttura del fillochinone (K_{1})

Struttura dei menachinoni (K_{2})

Struttura del menadione (K_{3})

La vitamina K è una serie di composti che derivano dal 2-metil-1,4-naftochinone. Il termine vitamina K deriva dall'iniziale della parola danese Koagulation vitamin coniata nel 1935 dallo scienziato danese Henrik Carl Peter Dam per indicare quei composti che in qualche modo erano in grado di far regredire patologie emorragiche che manifestavano animali sottoposti a un'alimentazione a base di cereali e lieviti.  Negli anni successivi questo composto risultò essere essenziale nel mantenere i livelli di alcuni fattori della coagulazione, in particolare perché interviene nella sintesi della protrombina e per questo motivo viene considerata vitamina antiemorragica. Successivamente vennero identificati altri derivati dotati della stessa azione biologica. Nel 1974 venne scoperto il meccanismo di funzionamento della vitamina K.

## Forme
Le vitamine K vengono suddivise in tre gruppi:
- Vitamina K1 o fillochinone (2-metil-3-fitil-1,4-naftochinone) di origine vegetale e che costituisce la forma più presente nella dieta,
- Vitamina K2 o menachinone di origine batterica, sintetizzata dai batteri simbionti normalmente presenti nella flora intestinale umana, come quelli appartenenti al genere Escherichia (come E. coli); i menachinoni differiscono per il numero di unità isopreniche che si trovano nella catena laterale,
- Vitamina K3 o menadione, liposolubile, di origine sintetica e il suo derivato bisolfitico, idrosolubile.

Le diverse forme della vitamina K vengono assorbite in tratti differenti dell'intestino.
La vitamina K1 viene assorbita a livello dell'ileo con un meccanismo energia-dipendente mentre pare che i menachinoni vengano assorbiti nel colon. In entrambi i casi il corretto assorbimento dipende dalla normalità delle funzioni biliare e pancreatica e viene favorito dalla presenza di grassi. Successivamente la vitamina K viene inserita nei chilomicroni e da qui passata alle VLDL e alle lipoproteine a bassa densità (LDL) da cui viene ceduta ai tessuti.
La vitamina K viene immagazzinata assai poco e per di più presenta un tempo di emivita di circa 17 ore, il che ne rende necessario un continuo apporto ottenuto dalla dieta e dai batteri sintetizzatori che si trovano nell'intestino (Escherichia coli).
La vitamina K2 e la K1 vengono poi sottoposte a β-ossidazione ed escrete con le urine come tali o coniugate con acido glucuronico. Il menadione viene eliminato con le urine agganciato a un gruppo solfato, fosfato o glucuronide.
La vitamina K agisce come coenzima di una carbossilasi che determina carbossilazione di residui di acido glutammico per formare l'amminoacido acido γ-carbossiglutammico (Gla). Ciò fa sì che possano venir rese attive alcune proteine:
- la protrombina (fattore II) e i fattori VII, IX e X della coagulazione del sangue,
- le proteine C, M, S, Z plasmatiche,
- l'osteocalcina e la proteina Gla della matrice a livello dell'osso.

In particolare catalizza la carbossilazione in γ dei primi 10 residui di acido glutammico presente nel precursore della protrombina a partire dall'estremità N-terminale. I due residui carbossilici che si trovano nel Gla, che in condizioni fisiologiche sono ionizzati, sono in grado di legare il Ca2+. In questa forma sono in grado di formare legami ionici con i gruppi anionici presenti nei fosfolipidi delle membrane delle piastrine traumatizzate. In seguito a una serie di reazioni la protrombina si trasformerà in trombina, che a sua volta trasformerà il fibrinogeno, che è solubile nel plasma, in fibrina che è insolubile. La fibrina spontaneamente si organizzerà per formare un coagulo e bloccare l'emorragia dalla ferita.
La forma attiva della vitamina K è l'idrochinone (KH2), ottenuto da una reazione di riduzione catalizzata da una riduttasi dipendente da NADPH e da gruppi sulfidrilici. Durante la reazione di carbossilazione per generare Gla, l'idrochinone viene trasformato in epossido che, per opera di una epossido riduttasi, viene riconvertito in vitamina K.
Alcuni farmaci anticoagulanti come il warfarin svolgono la loro azione andando a inibire le reduttasi, bloccando la formazione di vitamina KH2 e determinando una diminuzione di alcuni fattori della coagulazione. Per contro nei casi in cui è prescritta questo tipo di terapia il paziente che non abbia il desiderato valore del tempo di protrombina deve assumere il meno possibile alimenti ricchi di vitamina K.

## Fonti alimentari
La vitamina K si trova sia negli alimenti vegetali sia in quelli animali e in più viene sintetizzata dai batteri intestinali.
Tra i vegetali i più ricchi sono gli ortaggi a foglie verdi (broccoli, cavolo, cavolini di Bruxelles, cime di rapa, spinaci, verza, ecc.). Contengono vitamina K anche i ceci, i piselli, la soia, il tè verde, le uova, il fegato di maiale e di manzo. I latticini, la carne, la frutta e i cereali ne hanno in quantità molto inferiori. È presente anche nella spirulina, appartenente al phylum dei cianobatteri, nella quantità di 25,5µg ogni 100g di massa secca.

## Carenza
La vitamina K si trova ai livelli minimi nei feti e neonati, raggiungendo il suo livello massimo nell'ottavo giorno.
Vista la diffusione della vitamina K nei cibi e la sua produzione batterica, è difficile avere quadri carenziali. Negli adulti si può avere carenza di tale vitamina a seguito a patologie da malassorbimento o alterazioni della bile. I soggetti con trombosi venosa profonda e cardiopatici a rischio di tromboembolia sono di prassi trattati con antagonisti della vitamina K (warfarin o dicumarolo) e seguono questa terapia per molti mesi, se non per diversi anni. Sono categorizzati come i più a rischio di sviluppare carenze serie di vitamina K, a meno che non introducano periodicamente probiotici, come per esempio lattobacilli, per implementare le funzioni sintetiche della flora batterica intestinale.
È più delicato il caso di carenza nei neonati, fenomeno che si può verificare per vari motivi: la vitamina K passa poco attraverso la placenta, il latte materno non ne presenta grandi livelli, il fegato produce un inadeguato quantitativo di fattori della coagulazione e l'intestino, nei primi giorni di vita, è sterile.
La carenza si manifesta all'inizio con aumento del tempo di coagulazione e diminuzione della protrombina, poi con segni clinici che vanno dalle petecchie sino a grandi emorragie. Dato che la vitamina K partecipa attivamente alla fissazione del calcio nelle ossa attraverso le proteine Gla e osteocalcina, in soggetti predisposti la sua carenza può addirittura causare fenomeni osteoporotici antecedenti a disordini coagulativi.

## Livelli di assunzione e tossicità
È difficile valutare il quantitativo raccomandabile di vitamina K in quanto non si riesce ancora a valutare bene la concentrazione di tale composto nei cibi e non si è in grado di calcolare il contributo della sintesi batterica. Attualmente si suggerisce di assumerne 1 µg per kg di peso corporeo, quantitativo facilmente ottenibile da una buona dieta.
Non sono noti effetti tossici da assunzione di elevate quantità di fillochinone o menachinoni mentre alti livelli di menadione possono portare a stress ossidoriduttivo con diminuzione dei livelli di glutatione ed emolisi.